# Mistrzostwa Europy w Zapasach 2003
55. Mistrzostwa Europy w zapasach odbyły się w maju. W stylu klasycznym walczono w Belgradzie, a w stylu wolnym w Rydze.

## Styl klasyczny

### Medaliści
| Konkurencja | Złoto             | Srebro             | Brąz                 |
| ----------- | ----------------- | ------------------ | -------------------- |
| -55 kg      | Marian Sandu      | Roman Amojan       | Ołeksij Wakułenko    |
| -60 kg      | Armen Nazarian    | Suren Heworkian    | Rustem Mambietow     |
| -66 kg      | Şeref Eroğlu      | Armen Wardanian    | Siergiej Kuntariew   |
| -74 kg      | Aleksiej Głuszkow | Alaksandr Kikiniou | Serkan Özden         |
| -84 kg      | Aleksiej Miszyn   | Lewon Geghamian    | Muchran Wachtangadze |
| -96 kg      | Ramaz Nozadze     | Mirko Englich      | Dawyd Sałdadze       |
| -120 kg     | Juha Ahokas       | Mihály Deák-Bárdos | Ksenofon Kutsiumbas  |

### Tabela medalowa
| Lp. | Państwo   | Złoto | Srebro | Brąz |
| --- | --------- | ----- | ------ | ---- |
| 1   | Rosja     | 2     | 0      | 2    |
| 2   | Turcja    | 1     | 0      | 1    |
|     | Gruzja    | 1     | 0      | 1    |
| 4   | Finlandia | 1     | 0      | 0    |
|     | Bułgaria  | 1     | 0      | 0    |
|     | Rumunia   | 1     | 0      | 0    |
| 7   | Ukraina   | 0     | 2      | 2    |
| 8   | Armenia   | 0     | 2      | 0    |
| 9   | Białoruś  | 0     | 1      | 0    |
|     | Węgry     | 0     | 1      | 0    |
|     | Niemcy    | 0     | 1      | 0    |
| 12  | Grecja    | 0     | 0      | 1    |

## Styl wolny

### Medaliści
| Konkurencja | Złoto               | Srebro            | Brąz             |
| ----------- | ------------------- | ----------------- | ---------------- |
| -55 kg      | Namiq Abdullayev    | Amiran Karndanof  | Mawlet Batirow   |
| -60 kg      | Anatolie Guidea     | Arif Kama         | Petru Toarcă     |
| -66 kg      | Irbiek Farnijew     | Elbrus Tedejew    | Ömer Çubukçu     |
| -74 kg      | Árpád Ritter        | Alexander Leipold | Murad Hajdarau   |
| -84 kg      | Rewaz Mindoraszwili | Mamied Agajew     | Wadim Łalijew    |
| -96 kg      | Chadżymurat Gacałow | Fatih Çakıroğlu   | Wadym Tasojew    |
| -120 kg     | Dawid Musulbies     | Serhij Priadun    | Aleksi Modebadze |

### Tabela medalowa
| Lp. | Państwo     | Złoto | Srebro | Brąz |
| --- | ----------- | ----- | ------ | ---- |
| 1   | Rosja       | 3     | 0      | 2    |
| 2   | Gruzja      | 1     | 0      | 1    |
| 3   | Bułgaria    | 1     | 0      | 0    |
|     | Węgry       | 1     | 0      | 0    |
|     | Azerbejdżan | 1     | 0      | 0    |
| 6   | Turcja      | 0     | 2      | 1    |
|     | Ukraina     | 0     | 2      | 1    |
| 8   | Niemcy      | 0     | 1      | 0    |
|     | Grecja      | 0     | 1      | 0    |
|     | Armenia     | 0     | 1      | 0    |
| 11  | Rumunia     | 0     | 0      | 1    |
|     | Białoruś    | 0     | 0      | 1    |

## Kobiety styl wolny

### Medaliści
| Konkurencja | Złoto                | Srebro                 | Brąz                 |
| ----------- | -------------------- | ---------------------- | -------------------- |
| -48 kg      | Brigitte Wagner      | Lilija Kaskarakowa     | Angélique Berthenet  |
| -51 kg      | Natalja Karamczakowa | Ida Hellström          | Alexandra Engelhardt |
| -55 kg      | Natalja Golc         | Sofia Pumburidu        | Sylwia Bileńska      |
| -59 kg      | Monika Michalik      | Stefanie Stüber        | Olha Kryhina         |
| -63 kg      | Lene Aanes           | Nikola Hartmann-Dünser | Sara Eriksson        |
| -67 kg      | Lise Legrand         | Wałerija Złatowa       | Ewelina Pruszko      |
| -72 kg      | Anita Schätzle       | Kateřina Hálová        | Monika Kowalska      |

### Tabela medalowa
| Lp. | Państwo  | Złoto | Srebro | Brąz |
| --- | -------- | ----- | ------ | ---- |
| 1   | Niemcy   | 2     | 1      | 1    |
| 2   | Rosja    | 2     | 1      | 0    |
| 3   | Polska   | 1     | 0      | 3    |
| 4   | Francja  | 1     | 0      | 1    |
| 5   | Norwegia | 1     | 0      | 0    |
| 6   | Ukraina  | 0     | 1      | 1    |
|     | Szwecja  | 0     | 1      | 1    |
| 8   | Grecja   | 0     | 1      | 0    |
|     | Austria  | 0     | 1      | 0    |
|     | Czechy   | 0     | 1      | 0    |